# Cryophis hallbergi
Genre
Espèce
Statut de conservation UICN

 DD  : Données insuffisantes
Cryophis hallbergi, unique représentant du genre Cryophis, est une espèce de serpents de la famille des Dipsadidae.

## Répartition
Cette espèce est endémique d'Oaxaca au Mexique.

## Description
L'holotype de Cryophis hallbergi, un mâle adulte, mesure 650 mm dont 131 mm pour la queue et dont la largeur maximale ne dépasse pas les 12 mm. Cette espèce a la tête uniformément brun sombre à l'exception d'un ligne crème peu visible entre la gueule et l'arrière de l’œil. Son dos est brun rougeâtre avec 26 taches irrégulières brun foncé cerclées de jaune. Sa face ventrale est jaune crème. Son iris est bronze rougeâtre.

## Étymologies
Le genre Cryophis, du grec ancien κρύος, krúos, « froid »,  et ὄφις, óphis, « serpent », a été choisi en référence au biotope de cette espèce situé dans les froides forêts de nuages.
Cette espèce est nommée en l'honneur de Thomas Boone Hallberg (1923-).

## Publication originale
- Bogert & Duellman, 1963 : A new genus and species of colubrid snake from the Mexican state of Oaxaca. American Museum Novitates, no 2162, p. 1-15 (texte intégral).